# 谷謙二
谷 謙二（たに けんじ、1971年〈昭和46年〉9月12日 - 2022年〈令和4年〉8月7日）は、日本の地理学者。
博士（地理学）、埼玉大学教育学部教授。GISソフトウェアである今昔マップやMANDARAを開発した。

## 経歴
1971年（昭和46年）、愛知県に生まれる。愛知県立江南高等学校、名古屋大学文学部を経て、1999年（平成11年）3月、名古屋大学大学院文学研究科博士後期課程修了。
日本学術振興会特別研究員、埼玉大学教育学部講師、同助教授、同准教授を経て、2019年（平成31年）4月、同教授となる。また、愛知学泉大学や明治大学などで非常勤講師を歴任したほか、東京大学空間情報科学研究センターの客員研究員を務めた。日本地理学会や人文地理学会では代議員を務め、地理情報システム学会や経済地理学会にも所属した。学会では日本地理学会賞や日本地図学会特別賞など多数受賞した。
2012年（平成24年）7月に急性骨髄性白血病を発病し、骨髄移植を受け再発なく経過していたが、間質性肺炎を併発していた。2022年（令和4年）6月に急性増悪し、同年8月7日に死去。50歳没。同年10月18日、日本地図学会特別賞を受賞した。
2024年2月29日、生前の功績に対して公益財団法人統計情報研究開発センターよりシンフォニカ統計GIS活動奨励賞（特別賞）を受賞した。

## 主な研究と成果

### 著作
- 『MANDARAとEXCELによる市民のためのGIS講座：パソコンで地図をつくろう』古今書院、2004年。後藤真太郎・酒井聡一・加藤一郎と共著。
- 『新版 MANDARAとEXCELによる市民のためのGIS講座：フリーソフトでここまで地図化できる』古今書院、2007年。後藤真太郎・酒井聡一・加藤一郎と共著。
- 『フリーGISソフトMANDARAパーフェクトマスター』古今書院、2011年。
- 『フリーGISソフトMANDARA10入門 : かんたん!オリジナル地図を作ろう』古今書院、2018年。
- 『MANDARA10パーフェクトマスター : フリーGISソフト』古今書院、2018年。

### 学術論文
- 「大都市圏郊外住民の居住経歴に関する分析：高蔵寺ニュータウン戸建住宅居住者の事例」地理学評論。70A、263-286、1997年
- 「コーホート規模と女性就業から見た日本の大都市圏における通勤流動の変化」人文地理。50、211-231、1998年。
- 「東京大都市圏郊外居住者の結婚に伴う職住関係の変化」地理学評論。75(11)、623-643、2002年。
- 「時系列地形図閲覧ソフト『今昔マップ２』(首都圏編・中京圏編・京阪神圏編）の開発」GIS-理論と応用。17(2)、1-10、2009年。

### ソフトウェア
- MANDARA - 1993年初版作成。
- 今昔マップ - 2006年初版作成。
- 写真地図ビューア
- OD行列集計プログラム

### Webサービス
- 今昔マップ on the web
- Google Maps API Polyline用座標エンコーディングツール
- Yahoo! Maps APIを利用したジオコーディングと地図化